# Clubiona laticeps
Clubiona laticeps är en spindelart som beskrevs av O. Pickard-Cambridge 1885. Clubiona laticeps ingår i släktet Clubiona och familjen säckspindlar. Inga underarter finns listade i Catalogue of Life.